# Donja Večeriska
Donja Večeriska je naseljeno mjesto u općini Vitez, Federacija Bosne i Hercegovine, BiH.

## Stanovništvo

### 1991.
Nacionalni sastav stanovništva 1991. godine, bio je sljedeći:
ukupno: 710
- Muslimani - 388
- Hrvati - 306
- Srbi - 3
- Jugoslaveni - 8
- ostali, neopredijeljeni i nepoznato - 5

### 2013.
Nacionalni sastav stanovništva 2013. godine, bio je sljedeći:
ukupno: 567
- Bošnjaci - 353
- Hrvati - 211
- ostali, neopredijeljeni i nepoznato - 3